# 能量棒

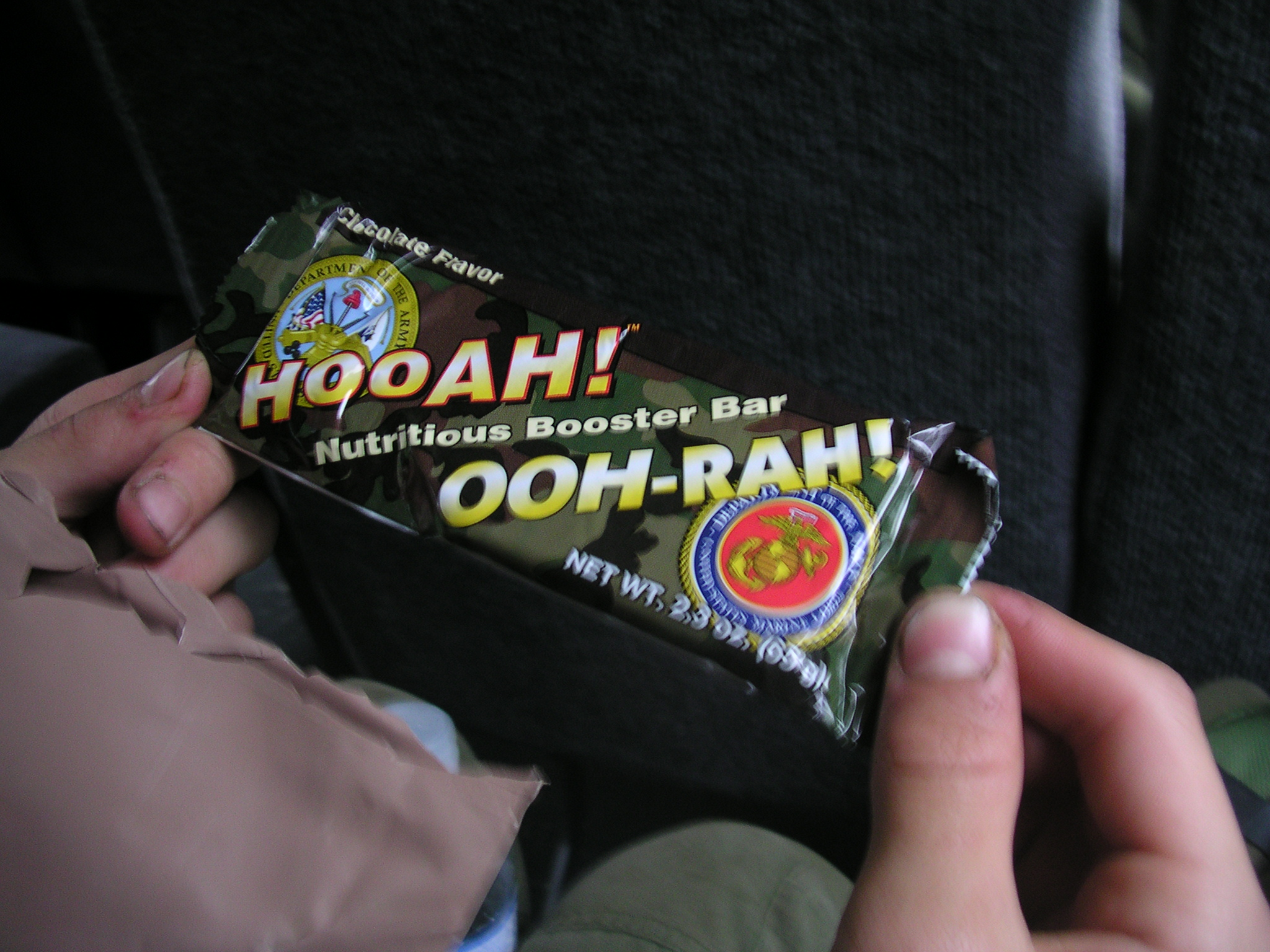
「Hooah！棒」為美軍野戰口糧內常見的能量棒

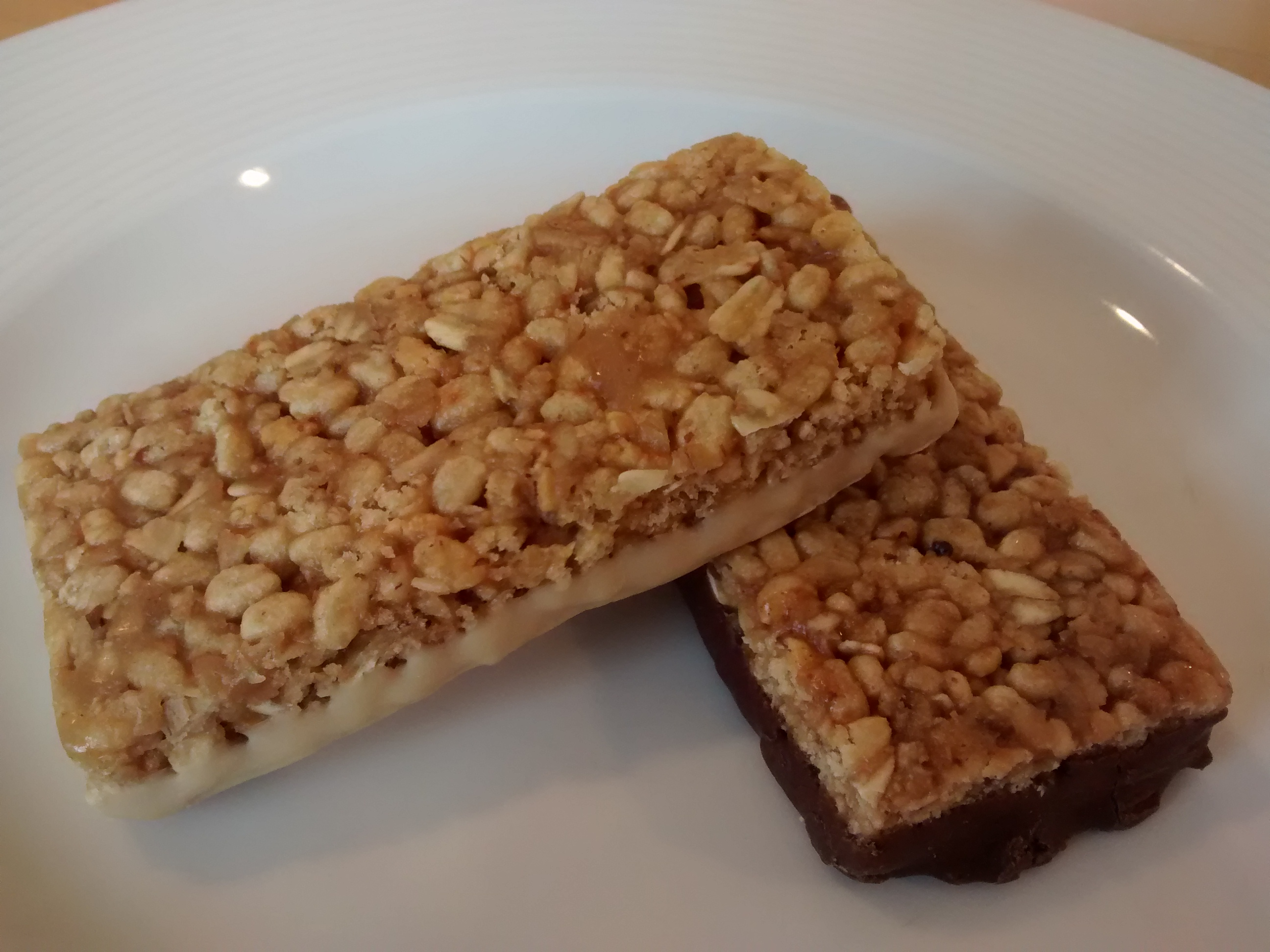
拆開包裝後的能量棒

能量棒（英語：Energy bar），是一種含有穀物及其他高能量食物的棒狀食品，通常提供給需要快速補充能量但無暇用餐的人士，例如馬拉松、鐵人三項運動員，以及執行任務的軍警等。

## 營養
食物中的能量來自於三種來源：脂質、蛋白質及碳水化合物。典型的能量棒重量約在30至50克，可供給200至300大卡熱量、3至9克脂質、7至15克蛋白質及20至40克碳水化合物。為了便於快速提供能量，能量棒內的糖以果糖、葡萄糖及麥芽糊精為主，碳水化合物通常為燕麥及大麥，蛋白質則主要為乳清蛋白。由於碳水化合物含量的類型，不需要低熱量甜味劑來改善它們的味道。

## 另見
- 能量飲料
- 機能性飲料
- 野戰口糧

## 外部鏈接
维基共享资源上的相關多媒體資源：能量棒